# Michał Wroniszewski
Michał Jerzy Wroniszewski (ur. 7 maja 1951 w Łodzi) – polski psychiatra, społecznik, działacz opozycji w okresie PRL. Prezes zarządu Fundacji Synapsis.

## Życiorys
W 1974 ukończył studia na Wydziale Lekarskim Akademii Medycznej w Warszawie, w 1981 uzyskał specjalizację w zakresie psychiatrii. Do 1989 pracował w Młodzieżowym Ośrodku Leczenia Nerwic oraz w osiedlowych ośrodkach zdrowia psychicznego Synapsis, w tym jako kierownik stołecznych ośrodków Synapsis.
W latach 70. zaangażował się w działalność Towarzystwa Przyjaciół Dzieci i Klubu Inteligencji Katolickiej. Od 1976 był współpracownikiem Komitetu Obrony Robotników i Komitetu Samoobrony Społecznej „KOR”. W 1980 został członkiem „Solidarności”. Po wprowadzeniu stanu wojennego współpracował z podziemnymi strukturami związku w Regionie Mazowsze. Brał udział w organizowaniu Grup Współpracy „Solidarności”, zajmował się m.in. organizacją druku i kolportażu wydawnictw niezależnych (m.in. „Tygodnika Mazowsze”). Pomagał ukrywającemu się Zbigniewowi Bujakowi, za prowadzoną działalność był represjonowany, w tym dwukrotnie zatrzymywany na 48 godzin.
W 1989 był jednym z dwóch fundatorów Fundacji Synapsis; pełnił funkcję wiceprezesa zarządu, a w 1994 stanął na czele zarządu tej organizacji. W jej ramach podjął działalność na rzecz osób z autyzmem i niepełnosprawnością intelektualną, wprowadzając nowe podejście do wspierania dzieci autystycznych i tych z niepełnosprawnością intelektualną oraz ich rodzin. W 1995 stał się jednym z pierwszych polskich członków Ashoki, międzynarodowej organizacji skupiającej innowatorów społecznych. Jest autorem publikacji popularyzatorskich, m.in. poradnika Skutecznie i profesjonalnie: poradnik dla organizacji pozarządowych pracujących na rzecz dzieci i dorosłych z autyzmem i nie tylko (napisanego wraz z Anną Rajner i wydanego w 2002).
W 2012 prezydent Bronisław Komorowski odznaczył go Krzyżem Oficerskim Orderu Odrodzenia Polski.